# Театральная (станция метро, Санкт-Петербург)
«Театра́льная» — так называемая «станция-призрак» на Лахтинско-Правобережной линии Петербургского метрополитена. Расположена между действующими станциями «Спасская» и «Горный институт». Запуск пассажирского движения до «Горного института» осуществлён после готовности эвакуационных выходов на «Горном институте» и «Театральной»; в связи с отсутствием выхода на поверхность у «Театральной», появление которого планируется не ранее 2030 года, поезда проезжают её транзитом (без остановки), как это было в 2010 году у станции «Обводный канал», перед открытием не имевшей наклонного хода, несмотря на готовность в конструкциях. Выходы с «Театральной» — на месте Дома быта и АЗС «Роснефть» — были утверждены Александром Бегловым 4 июля 2025 года. «Театральная» будет открыта в составе 1-го пускового участка продления линии «Спасская» — «Горный институт» из общего участка «Спасская» — «Морской фасад».
Название станции связано с её расположением вблизи Театральной площади.

## Вестибюли
Как было заявлено в феврале 2023 года, вестибюль новой станции будет расположен по адресу Лермонтовский проспект, д. 1/44 (поскольку для его строительства пришлось бы сносить расположенный по этому адресу Дом быта, позже, летом 2024 года, против сноса Дома быта выступил его владелец Юрий Филатов), который Смольный планировал в 2021 году, помимо него рассматривая выход у Театральной площади, от которого, несмотря на то, что его также выбрали горожане в голосовании, было решено отказаться. С резкой критикой этого варианта выступал художественный руководитель Мариинского театра Валерий Гергиев: по его мнению, такое расположение вестибюля изуродовало бы облик площади и принесло угрозу обрушения здания, что опровергалось специалистами «Ленметрогипротранса», Горного института и ОАО «Метрострой» и указывалось на проблемы у самого здания Мариинского театра ещё до начала строительства станции, что дополнительно сказалось на сроках её ввода в эксплуатацию. Помимо этого, Гергиев также раскритиковал само строительство станции под театром. Позже «Метрострой Северной Столицы» опроверг опасения.
Ранее ожидалось, что один из вестибюлей будет подземным, с выходом к Мариинскому театру, и будет расположен рядом с консерваторией в районе пересечения улицы Декабристов и улицы Глинки. Впоследствии властями  также стал рассматриваться вариант на месте АЗС «Роснефть».
Расположение второго вестибюля было определено приблизительно. Он также будет находиться на улице Декабристов, первоначально был назван район стадиона Университета физической культуры, спорта и здоровья им. П. Ф. Лесгафта. В августе 2010 года было названо место на улице Декабристов между домами 37 и 39. В марте 2012 года было заявлено, что этот вестибюль будет построен на месте нынешнего Дома быта на углу улицы Декабристов и Лермонтовского проспекта (улица Декабристов, 44).
Станция планируется с достаточно высокой пропускной способностью. Кассы по продаже жетонов должны будут обслуживать не менее 120 человек в час. Для пропуска пассажиров должны быть поставлены так называемые «быстрые» турникеты, которые будут способны пропускать по 1380 человек за час. Такие турникеты будут принимать жетоны метро, бесконтактные карты и новые смарт-карты метрополитена.
Наклонный ход ко второму вестибюлю будет оборудован тремя лентами эскалаторов и наклонным лифтом для инвалидов.
18 апреля 2019 года начальник профильного отдела Комитета по развитию транспортной инфраструктуры (КРТИ) Николай Молоствов рассказал, что по-прежнему рассматриваются два варианта расположения вестибюлей: на месте Дома быта и перед театром в подземном исполнении. Приоритет отдаётся второму варианту, однако впоследствии губернатором Александром Бегловым было утверждены оба варианта.

## Планирование и проектирование
В июле 2010 года гендиректор ОАО «НИПИИ „Ленметрогипротранс“» Владимир Маслак сообщил, что утверждена конструкция станции и начаты изыскательские работы.
В октябре 2010 года был проведён конкурс на право проектирования станции, выиграл его единственный участник — ОАО «НИПИИ „Ленметрогипротранс“». Стоимость контракта — 220 млн рублей, срок — 96 недель.
В марте 2012 года было заявлено, что к строительству «Театральной» планируется приступить после того, как закончат возводить собственный выход станции «Спасская» (было запланировано на 2013 год) и второй выход станции «Спортивная» (было запланировано на конец 2014 года).
В сентябре 2012 года было завершено проектирование станции. Передача проекта в ГлавГосЭкспертизу планировалась в начале 2013 года, начало строительства станции — в конце того же года.
В 2014 году, позже запланированного срока, был объявлен тендер на строительство станции, однако он не состоялся, так как не было подано ни одной заявки.
В феврале 2015 года был объявлен повторный тендер, который в апреле 2015 года выиграла компания «Метрострой».
В марте 2015 года, позже запланированного срока, «Метрострой» начал работы по выносу инженерных сетей на Театральной площади.
В июне 2015 года был повторно объявлен тендер ввиду отмены заказчиком итогов предыдущего тендера. Максимальная стоимость контракта снижена до 20,7 млрд рублей.
В августе 2015 года компания «Метрострой» выиграла тендер и подписала контракт на строительство продолжения Правобережной линии от «Спасской» до «Большого проспекта». В рамках контракта будет построен подземный вестибюль промежуточной станции «Театральная», проведение тендера на строительство самой станции было запланировано на четвёртый квартал 2016 года.

## Строительство

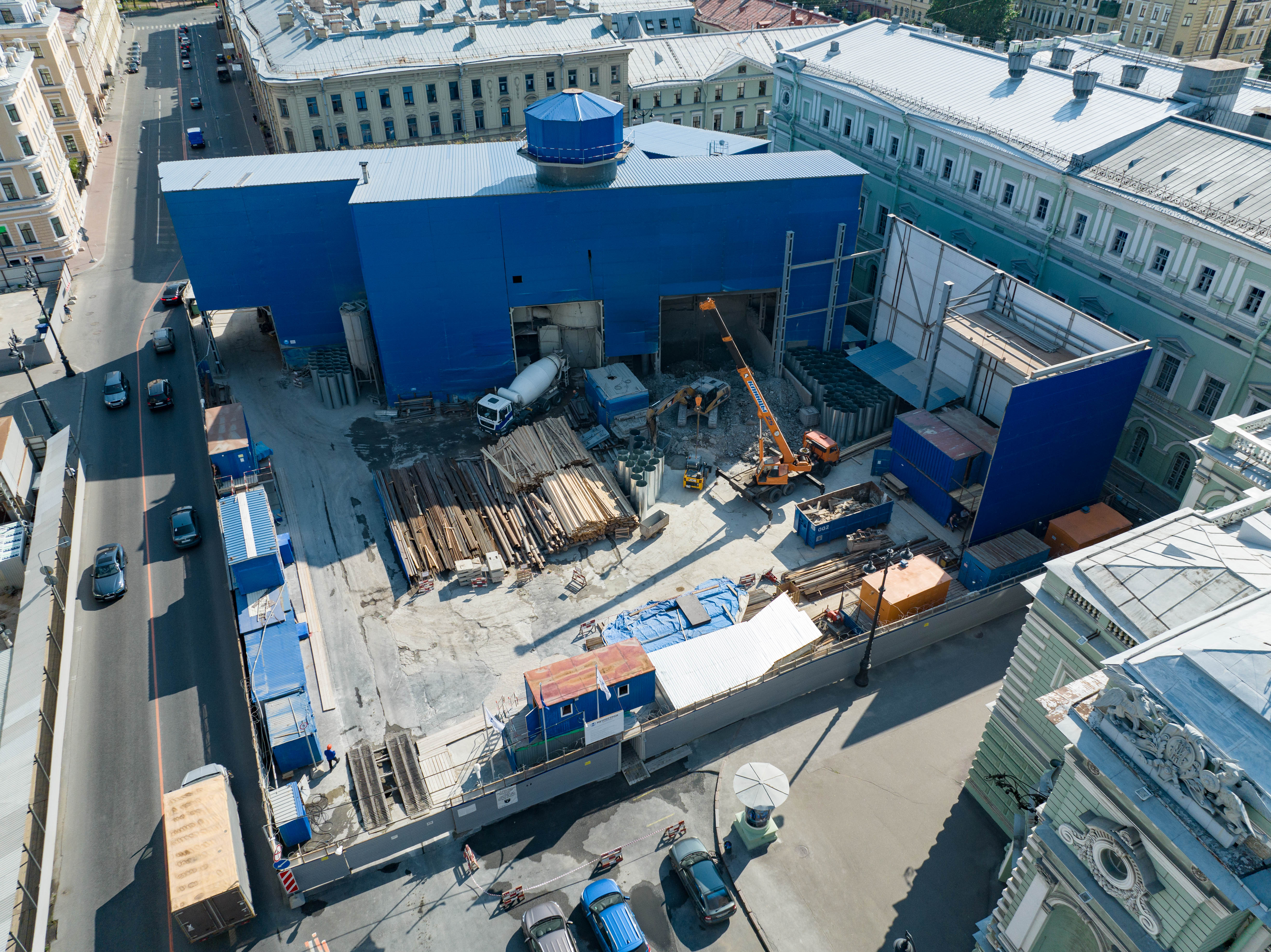
Стройплощадка у Мариинского театра

В июне 2016 года на стройплощадке, вплотную примыкающей к Мариинскому театру, заканчивалось устройство так называемого «ограждающего контура» — стенки рабочего ствола, через который под землю будут доставляться техника и рабочие и вестись возведение подземного вестибюля станции «Театральная». Глубина ствола составит 32 метра, ширина — 6 метров. Методом «буросекущих свай» были закреплены 25 свай из 32, оставалось 7. Свод подходного тоннеля будет находиться на глубине 46 метров.
В феврале 2017 года комплекс КТ-5,6-1 начал проходку одного из перегонных тоннелей, который соединит станции «Спасская» и «Горный институт» через «Театральную».
Дефицит наземных площадей для развёртывания двух строительных площадок и монтажа горного комплекса стал главной проблемой, с которой столкнулись специалисты ЗАО «СМУ-11 Метростроя». Для полноценного функционирования горного комплекса и размещения бытовых помещений необходимы две строительные площадки общей площадью 6400 м². На май 2017 года эта цифра была почти на четверть меньше — 5000 м² (устройство строительных площадок осуществлялось на основании согласованной и утверждённой схемы дорожного движения и в соответствии с распоряжением ГАТИ).
14 декабря 2017 года был закончен первый перегонный тоннель от станции «Горный институт» до станции «Театральная». Встречный тоннель был ещё в работе. С февраля по декабрь 2017 года в ходе работ тоннелепроходческий комплекс прошёл 2204 метра.
16 июля 2018 года закончена щитовая проходка правого перегонного тоннеля в направлении станции «Горный институт». Ведётся обустройство жёсткого основания и укладка путевого бетона.
По состоянию на октябрь 2018 года, на станции «Театральная» строится монтажная камера для щитовой проходки первого бокового тоннеля (пилот-тоннеля). В первом квартале 2019 года планируется начало щитовой проходки первого перегонного тоннеля в направлении «Спасской», проходка среднего станционного тоннеля и второго пилот-тоннеля.
26 декабря 2018 года около 30 рабочих «СМУ-11 Метрострой» отказались выходить из шахты, объявив забастовку и голодовку до тех пор, пока не будет погашена задолженность по зарплате.
13 апреля 2021 года в ночь была завершена проходка последнего участка тоннеля от «Театральной» к «Спасской». Длина участка перегонного тоннеля между будущей станцией «Театральная» и действующей «Спасской» составляет около 800 метров. Таким образом проходческие работы на новом участке от «Спасской» до «Горного института» полностью завершены.
По состоянию на февраль-март 2022 года на станции «Театральная» завершена проходка среднего станционного тоннеля и натяжной камеры, построена тягово-понизительная подстанция, ведётся прокладка бокового станционного тоннеля, эвакуационного коридора и других участков. Начато раскрытие проёмов между пилонами.
21 марта 2024 года на станцию прибыл первый служебный состав — мотовоз, доставивший требующееся для строительства оборудование.
На станции предусмотрен эвакуационный выход через вентиляционную шахту.

### Особенности строительства
В соответствии со строительными нормами, действовавшими в момент строительства перегона «Спасская» – «Горный институт», запуск пассажирского движения по участку «Спасская» — «Горный институт», осуществлённый в 2024 году, был возможен лишь с готовностью «Горного института» и вентиляции с эвакуационным выходом на «Театральной». На момент открытия «Горного института» «Театральная» готова в конструкциях без наклонного хода к также отсутствующему вестибюлю — выхода на поверхность. Предполагается, что они будут построены к 2030 году. Несмотря на это, по состоянию на февраль 2025 года остаётся не утверждённым проект планировки территории вестибюля.

## Переносы сроков
В июле 2010 года дата открытия была определена как «не ранее 2015 года».
В сентябре 2010 года дата открытия была перенесена на 2017 год. Проектирование должно было завершиться в 2012 году, строительные работы — начаться в 2013.
В ноябре 2012 года гендиректор ОАО «Метрострой» Вадим Александров заявил о возможности постройки станции в 2015 году, однако в близких к метростроению кругах был высказан большой скептицизм относительно реальности двухлетнего срока строительства для станции глубокого заложения в историческом центре.
В 2013 году стало известно о переносе открытия станции на 2018 год.
В марте 2015 года стало известно, что открытие станции ожидается после 2020 года.
В июне 2015 года было заявлено, что срок окончания работ остался прежним — конец 2019 года.
В феврале 2019 года стало известно, что станция будет открыта в 2024—2025 годах.
В марте 2022 года стало известно, что станцию введут в строй в 2026 году.
29 мая 2023 года интернет-издание «Фонтанка» опубликовало новость о поиске подрядчика на облицовку «Театральной», в которой указано, что станция откроется не ранее 2028 года.
16 августа 2024 года была опубликована предвыборная кампания губернатора Санкт-Петербурга Александра Беглова, из которой следует, что открытие «Театральной» состоится в 2029 году.
В январе 2025 года вице-губернатор Санкт-Петербурга Николай Линченко заявил, что станция вступит в строй в 2030 году.

## Перспективы
В далёкой перспективе планируется строительство станции «Театральная-2» Адмиралтейско-Охтинской линии, соединённой переходом со станцией «Театральная».

## Эксплуатация
На странице Комитета по развитию транспортной инфраструктуры в соцсети «ВКонтакте» среди горожан было проведено голосование по выбору расположения выхода станции, большинство из которых выбрало Театральную площадь. С сооружением выхода в данном месте возникли юридические трудности, связанные с в итоге отказом Смольного возводить один из выходов на Театральной площади. Отказ связан с неоднократными выступлениями художественного руководителя Мариинского театра Валерия Гергиева против размещения вестибюля на Театральной площади из-за опаски за сохранность исторических зданий Мариинского театра и Консерватории, перестроенной в конце XIX века из здания Каменного театра и облик площади . Единственный выход в результате отказа от Театральной площади планируется построить на месте Дома быта по адресу Лермонтовский проспект, д. 1/44, против чего выступает владелец Дома быта Юрий Филатов. Пока не построен ни один из выходов, поезда проезжают «Театральную» транзитом (без остановки), аналогично станции «Обводный канал», перед открытием не имевшей наклонного хода, несмотря на готовность в конструкциях. В то же время, рассуждая о вопросе местонахождения вестибюля и сроках открытия «Театральной», губернатор Санкт-Петербурга Александр Беглов упомянул, что решение о недопустимости присутствия выхода у театра «принимали некие знаменитости», приведя в сравнение одноимённую станцию Московского метрополитена, хотя принятие решения Смольным о переносе местоположения выхода последовало после высказывания Валерия Гергиева против расположения станции у Театральной площади или связано с ним.
В 2020 году дирижёр жаловался на «ощущаемые в театре шумы и вибрацию, особенно на верхней репетиционной сцене»; также в здании появились трещины и другие следы деформации. Чтобы понять, в какой степени строительные работы, проводимые «Ленметрогипротрансом» и ОАО «Метрострой» («Метрострой Северной Столицы» после банкротства последнего), представляют опасность зданиям, театром было заказано независимое обследование. Также была проведена государственная экспертиза, постановившая, что уровни развития деформационных процессов не представляют угрозы для несущих конструкций здания, а сами деформации находятся на уровне граничных значений и стройку, с необходимыми предосторожностями, можно продолжать.
Несмотря на обеспокоенность Гергиева, летом 2024 года под Театральной площадью (в 11,3 м от здания консерватории и примерно в 13 м от памятника Римскому-Корсакову) началось бурение технологической скважины глубиной 54,5 м. Впоследствии властями также стал рассматриваться вариант на месте АЗС «Роснефть» в качестве одного из выходов, однако вскоре выступила против и «Роснефть», поскольку строительство выхода означало бы ликвидацию заправочной станции, которой в том числе пользуются силовые ведомства. Недопустимость сноса Дома быта же обосновывается социальной значимостью с наличием рабочих мест. В конечном итоге Александром Бегловым были утверждены оба варианта.